# バンベイ
バンベイ（Bambey）は、セネガルジュルベル州に所在する町。

## 交通
ダカール・ニジェール鉄道本線の駅がある。